# Royal Liverpool Philharmonic
La Royal Liverpool Philharmonic Society è una società con sede a Liverpool, Merseyside, Inghilterra, che gestisce un'orchestra sinfonica professionale, una sala concerti ed importanti programmi di apprendimento attraverso la musica. È la sola orchestra del Regno Unito che abbia una sua sala concerti. La società è la seconda più antica del suo genere nel Regno Unito e la sua orchestra, la Royal Liverpool Philharmonic Orchestra, è l'orchestra professionale sopravvissuta più a lungo nel paese.
Oltre all'orchestra, la società gestisce il Royal Liverpool Philharmonic Choir, la Liverpool Philharmonic Youth Orchestra ed altri cori e gruppi. È coinvolta in progetti educativi e di comunità a Liverpool e la regione circostante. La società ed i suoi membri hanno vinto una serie di riconoscimenti e premi che hanno giocato un ruolo importante quando Liverpool è stata la capitale europea della cultura nel 2008. La società ha la sede nella Liverpool Philharmonic Hall, una sala da concerto art déco costruita alla fine del 1930.

## Storia della società e dell'orchestra

### XIX secolo
La società ha le sue origini in un gruppo di appassionati di musica nei primi anni del XIX secolo. Si erano conosciuti nel 1830 nella Chiesa di San Martino sotto la guida di William Sudlow, un agente di cambio e organista; il loro interesse principale era la musica corale. La società fu fondata come la Liverpool Philharmonic Society il 10 gennaio 1840, con l'obiettivo di promuovere "la Scienza e la Pratica della musica"; la sua orchestra era composta in gran parte da musicisti dilettanti. La società fu la seconda del suo genere ad essere fondata, la prima era la londinese Royal Philharmonic Society la cui Orchestra fu sciolta nel 1932.
L'organizzazione fu fondata per i membri ricchi e l'alta società di Liverpool, per "il piacere della classe mercantile ricca della città". Il suo primo concerto fu dato il 12 marzo 1840 in una stanza sul retro di una accademia di danza in Great Richmond Street e fu diretto da John Russell con William Sudlow come organista. Il programma era costituito da 13 brevi brani orchestrali e corali, tra cui opere di Auber, Rossini, Spohr, Henry Bishop, e George Onslow, e madrigali di Thomas Morley e John Wilbye. La società divenne troppo grande per questa sala e fece le sue esibizioni nella sala della Collegiate Institution in Shaw Street. Nel 1843 la società nominò il suo primo direttore principale, lo svizzero J. Zeugheer Herrmann, che rimase in questo ruolo fino alla sua morte nel 1865. Durante l'anno successivo, l'orchestra effettuò le sue prime sinfonie, la Sinfonia n. 99 di Haydn e la Prima di Beethoven.
Nel 1844 la società nominò l'architetto di Liverpool John Cunningham per studiare un progetto per una sala da concerto da situare all'incrocio di Hope Street e Myrtle Street. Doveva contenere un pubblico di 2.100 ed un'orchestra di 250 elementi. Per raccogliere i fondi necessari per la sua costruzione, furono emesse azioni ed i membri della società di Liverpool furono invitati a comprare posti a sedere nei palchi da mettere in sala. La prima pietra fu posta nel 1846 e la costruzione iniziò l'anno successivo. Nel 1847 la società invitò Felix Mendelssohn a comporre una cantata sulle parole del Comus di Milton per celebrare l'apertura della sala. Mendelssohn morì prima che questo potesse essere effettuato. La sala costò £ 30.000 e fu ufficialmente inaugurata il 27 agosto 1849. Il primo concerto fu eseguito da un'orchestra di 96 elementi e un coro di oltre 200; gli artisti del concerto comprendono tre futuri direttori dell'orchestra, Alfred Mellon, Julius Benedict e Charles Hallé. L'organista era William Thomas Best. La sala non era piena per la prima rappresentazione; questo fu attribuito a due fattori, il prezzo elevato del biglietto e il timore che l'edificio, senza pilastri di sostegno centrale, fosse pericoloso.
I problemi sorsero presto. Nel 1850 il coro costituì la Liverpool Philharmonic Society Ausiliaria ed era in conflitto con il suo direttore. Herrmann rassegnò le sue dimissioni, che non furono accettate. Dal 1852 i problemi finanziari della società peggiorarono. L'adesione era esclusiva e non tutti i posti offerti erano stati acquistati. Fu suggerito che le condizioni di adesione fossero più elastiche, ma il consiglio fu rifiutato. Nel 1852 la società ampliò la propria attività oltre la musica, organizzando spettacoli teatrali, tra questi la compagnia di Charles Dickens ed un'apparizione di William Makepeace Thackeray. Nel 1855 si scoprì che William Sudlow, il Segretario Onorario aveva rubato il denaro dalla società; un importo di più di £ 2.424 era stato sottratto. Sudlow si dimise dalla società. Fu sostituito da un segretario a pagamento; l'incarico fu dato a Henry Sudlow, un lontano parente di William. Henry servì la società per circa 30 anni senza alcun problema del genere. Gli artisti di spicco che comparvero per la compagnia nel 1856 furono Jenny Lind, Clara Schumann e Charles Hallé. Dickens tornò nel 1858 e durante quell'anno la società fu in grado di pagare il mutuo sulla sala.
Nel 1865 la salute di Hermann si stava deteriorando ed un nuovo direttore principale, Alfred Mellon, fu nominato nel mese di settembre. Mellon morì solo 18 mesi più tardi, e fu sostituito da Julius Benedict, che rimase in carica fino al 1880, quando la sua vista cominciò a deteriorarsi. Mentre Benedict era direttore principale, la società fiorì sia artisticamente che finanziariamente. Questo non continuò durante il mandato del successivo direttore principale, nonostante la fama che ebbe in seguito. Max Bruch fu nominato il 23 febbraio 1880 e prestò servizio per meno di tre anni. Durante questo periodo visse in conflitto con il comitato della società e si lamentava per il comportamento del pubblico. Si dimise nel gennaio 1883 e in quel momento gli standard dell'orchestra e del coro si erano deteriorati ed i membri del comitato erano in disaccordo l'uno con l'altro. La persona nominata per risolvere la questione fu Charles Hallé, che in questo periodo fondò l'Orchestra Hallé di Manchester. Hallé continuò come direttore principale fino alla sua morte nel 1895. Durante questo periodo l'orchestra e il coro fiorirono. Tra coloro che apparvero con la compagnia durante questo periodo ci furono Paderewski, Hubert Parry, Nellie Melba, e Clara Butt. Nel 1883 il segretario, Henry Sudlow, morì; fu sostituito da George Broadbent.

### 1900–1939
Il successivo direttore principale fu Frederic Cowen che rimase in carica fino al 1913. Durante questo periodo fu suonata più musica romantica, tra cui opere di Elgar e questo non era sempre stato popolare con il pubblico. Anche se la società continuò ad essere esclusiva, vi era la critica sul comportamento dei suoi membri durante i concerti. Gli esecutori che apparvero nel corso di questo periodo furono Fritz Kreisler e Rachmaninoff, quest'ultimo interpretando il suo Terzo concerto per pianoforte e dirigendo altre opere in concerto nel 1911. After the resignation of Frederic Cowen, the society did not appoint another principal conductor until 1942. Dopo le dimissioni di Federico Cowen, la compagnia non nominò un altro direttore principale fino al 1942.

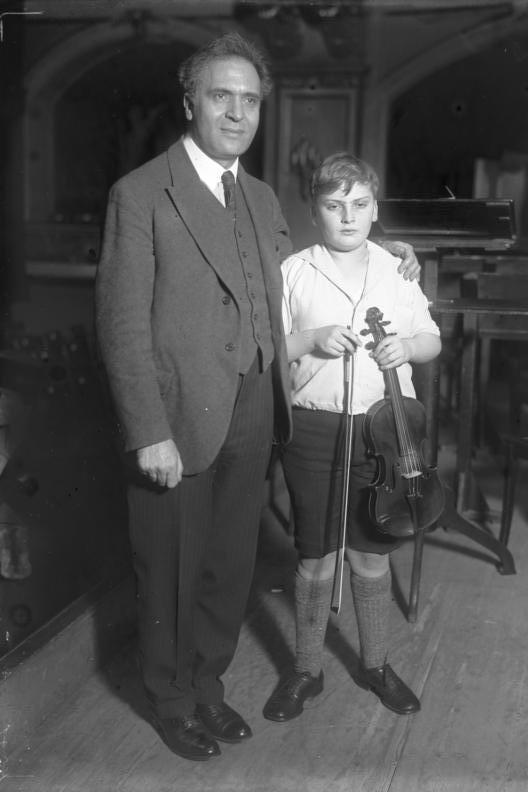
Bruno Walter and the teenage prodigy Yehudi Menuhin, 1931

Durante questo periodo l'orchestra fu diretta da una serie di direttori ospiti, tra i quali Wilhelm Furtwängler, George Szell, Pierre Monteux, Serge Koussevitzky, e Bruno Walter. I solisti erano Pablo Casals, John McCormack, Elisabeth Schumann, Yehudi Menuhin (la sua prima apparizione fu all'età di 15 anni), Solomon, Benno Moiseiwitsch, e Maggie Teyte. I direttori britannici che ebbero una grande influenza sul l'orchestra durante questo periodo furono Sir Henry Wood e Sir Thomas Beecham. Durante la prima parte del 1930 c'era preoccupazione per il deterioramento della situazione finanziaria della società. C'era un problema a riempire tutti i posti a sedere e si ebbe l'idea di rendere meno rigida la regola dell'abito da sera da indossare ai concerti; quest'idea fu respinta.
Il disastro colpì la compagnia in data 5 luglio 1933, quando la Philharmonic Hall fu distrutta da un incendio. I concerti vennero tenuti principalmente nella Central Hall, fino a quando sarebbe stata costruita una nuova sala; lavori su vasta scala firono eseguiti presso il padiglione di San Giorgio. Ebbe luogo una notevole discussione circa il finanziamento e la progettazione della nuova sala. Fu deciso che la compagnia avrebbe pagato per questo senza l'aiuto della City Corporation. Fu designato come architetto Herbert J. Rowse ed egli fece un progetto per una sala in stile art deco, con un costo di oltre £ 120.000. Sir Thomas Beecham diresse il concerto di apertura il 20 giugno 1939. Inserito nella sala vi è un organo costruito da Rushworth e Dreaper, essendo l'organo a canne un elemento decorativo nella parte posteriore della piattaforma dell'orchestra. La console dell'organo si erge dal basso ed era originariamente costruito su una piattaforma girevole, che permette all'organista di fronteggiare il pubblico, il direttore d'orchestra e il coro. La console è ora dotata di ruote e può essere suonata in qualsiasi punto della piattaforma. Sotto la piattaforma si erge uno schermo per il cinema Waldurdaw.

### Seconda Guerra Mondiale
Dopo lo scoppio della seconda guerra mondiale ci furono pressioni per sospendere i concerti dell'orchestra. Il presidente del comitato di gestione, David Webster, resistette fortemente, insistendo sul fatto che la musica era un sostegno essenziale per lo spirito. Mise in piedi concerti a basso prezzo per operai e membri delle forze armate. Fu abolita la regola anteguerra che insisteva sul fatto che il pubblico indossasse l'abito da sera formale. Webster reclutò Malcolm Sargent come direttore principale; anche se generalmente non amato dai suonatori dell'orchestra, Sargent era immensamente popolare tra il pubblico pagante. I direttori ospiti comprendevano Sir Henry Wood e Charles Münch.
Lo scioglimento in tempo di guerra di altre orchestre permise a Webster e Sargent di reclutare musicisti importanti come Anthony Pini e Reginald Kell, con il risultato che per alcuni anni la Liverpool Philharmonic ebbe la forte pretesa di essere la più bella orchestra nel paese. Durante il periodo di Webster in qualità di presidente, l'orchestra aumentò i suoi concerti dai 32 di un anno a 148 e, nel 1942, diventò un organismo permanente per la prima volta. Fino ad allora la Filarmonica non era un gruppo permanente, ma comprendeva un nucleo di orchestrali locali aumentati da un gruppo di musicisti che avevano suonato anche per la Hallé e ultimamente per la BBC Northern Orchestra. Durante i mesi autunnali e invernali l'orchestra non diede più di un concerto in una quindicina di giorni. La Hallé, che lavorava sulle stesse identiche basi, seguì l'esempio della Liverpool l'anno successivo e divenne un gruppo permanente, per la prima volta, sotto John Barbirolli.
La situazione finanziaria della società migliorò nel 1942, quando l'ente locale, la Liverpool City Corporation, acquistò la piena proprietà della sala per £ 35.000; la corporazione si impegnò a pagare alla società una rendita di £ 4.000 e per permettere l'uso gratuito della sala, a condizione che desse un numero concordato di concerti ogni anno e mantenesse un'orchestra permanente. La società accettò di promuovere l'educazione musicale a Liverpool e nei dintorni. Nella prima stagione di Sargent, l'orchestra fece la sua prima registrazione, la sua prima trasmissione e diede i suoi primi concerti nella scuola dei bambini. Sotto di lui ci fu una "esplosione spettacolare" nel numero dei concerti e delle sessioni di registrazione eseguite. Nel 1944 l'orchestra fece la sua prima apparizione a Londra, esibendosi alla Royal Albert Hall. The Times commentò: "Se a Liverpool sentivano qualche scrupolo a lasciare la loro orchestra, abituata come è alla perfetta acustica della propria sala, provare le sue fortune negli alti e bassi della Albert Hall, saranno stati messi a tacere, per quello che è stato immediatamente evidente ... un insieme ed una congruenza di colorazione di tonalità che Londra nelle sue condizioni meno fortunate può solo invidiare". Sargent e l'orchestra eseguirono la prima britannica della Prima Sinfonia di Tippett e del Concerto per Orchestra di Bartók e, nel mese di ottobre 1946, il concerto in anteprima di Britten's The Young Person's Guide to the Orchestra. I direttori ospiti negli anni dell'immediato dopoguerra furono Beecham, Sir Adrian Boult, il giovane Charles Groves, e Karl Rankl, che fece una così buona impressione da essere nominato direttore musicale della Covent Garden Opera Company.

### Tardo 1940–1960
Nel 1948 Sargent si dimise da direttore principale. Il suo successore, Hugo Rignold, inizialmente ebbe un momento difficile, in parte a causa del suo background come musicista di una band di jazz e danza. Tuttavia prestò servizio nell'incarico per sei anni e lasciò nel 1954 con una migliore reputazione. Dal 1955 la compagnia ebbe come direttori principali John Pritchard e Efrem Kurtz. Quest'ultimo si dimise nel 1957 e Pritchard continuò come unico direttore principale fino al 1963.
Nel 1957 la società e l'orchestra ottennero lo status di "Reale" e furono autorizzati ad inserire questa parola nel titolo. L'anno successivo la regina divenne il patrono dell'orchestra. Nel 1958 la società incoraggiò un concorso per giovani direttori d'orchestra. Il primo vincitore fu Zubin Mehta. Sotto il successore di Pritchard il concorso diventò un seminario per giovani direttori d'orchestra, in cui i partecipanti furono Andrew Davis, Mark Elder, John Eliot Gardiner, James Judd e Barry Wordsworth. Pritchard è stato un campione della musica contemporanea e con l'aiuto di David Lloyd-Jones introdusse una serie di concerti noti come Musica Viva mostrando nuove composizioni. Durante il periodo di Pritchard, la società commissionò a Walton di scrivere la sua Seconda Sinfonia, che fu eseguita in prima assoluta al Festival di Edimburgo nel 1960. Pritchard fu sostituito da Charles Groves, che prestò servizio come direttore principale per 14 anni fino alle sue dimissioni nel 1977. Groves aiutò a mantenere gli elevati standard dell'orchestra e incoraggiò anche il lavoro dei compositori moderni. Fu il primo direttore d'orchestra inglese a dirigere un ciclo completo delle sinfonie di Mahler's. L'orchestra intraprese il suo primo tour oltreoceano nel 1966, suonando in Germania e Svizzera. Nel 1968 Groves diresse una esecuzione della Turangalîla Symphony di Messiaen, alla presenza del compositore, con la moglie di Messiaen, Yvonne Loriod, che suonava la parte per pianoforte concertante.

### 1970–oggi

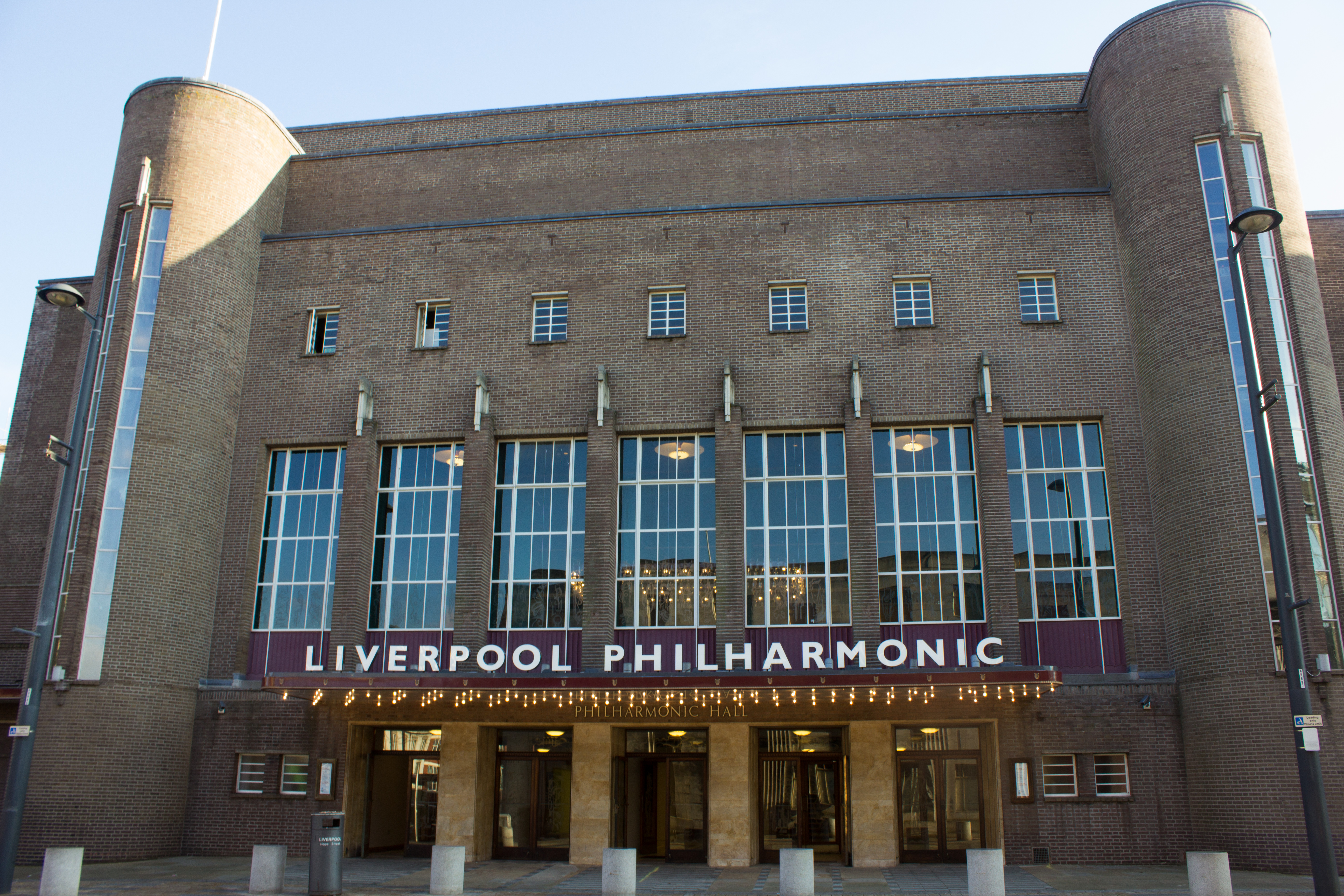
Parte anteriore della Philharmonic Hall dopo il rinnovo

Dopo l'incarico durato "quattordici" annì di Groves come direttore principale, ognuno dei suoi tre successori rimasero in carica per periodi molto più brevi; Walter Weller dal 1977 al 1980, David Atherton dal 1980 al 1983 e Marek Janowski dal 1983 al 1987. Nel 1983 Edward Cowie fu fatto Compositore Residente, la prima nomina di un'importante orchestra britannica. Musicalmente la società stava anche entrando in un periodo di maggiore sicurezza, con la nomina nel 1987 di Libor Pešek come direttore principale. Pešek rimase in carica per dieci anni e durante questo tempo gli standard e la popolarità dell'orchestra migliorarono. Nella prima stagione di Pešek, il direttore della società, Stephen Gray, andò in pensione dopo 23 anni nell'incarico. L'occasione fu celebrata con un concerto nel quale Groves, Weller, Atherton, Janowski, Pešek e un ex direttore associato, Simon Rattle, tutti diressero. Nel 1990 la società ha celebrato il 150º anniversario della sua fondazione. Nella stagione 1990-1991, tra le opere eseguite che erano nuove per la società ci fu Liverpool Concerto di Paul McCartney, diretto nella Cattedrale di Liverpool da Carl Davis. Nel 1992 fu aggiunta alla sala un'estensione nella parte posteriore. Durante l'anno successivo, mentre erano in tour, l'orchestra fu la prima orchestra non ceca ad eseguire il concerto di apertura del Festival della Primavera di Praga.
La sala fu rinnovata nel 1995 ad un costo di 10,3 milioni di £; durante questo periodo i concerti furono eseguiti nella Cattedrale di Liverpool. Nell'ambito di tale ristrutturazione, la curvatura interna, che era stata originariamente costruita in gesso fibroso, fu sostituita con il calcestruzzo. Nel 1997 Libor Pešek si dimise da direttore principale e gli fu assegnato il titolo di direttore laureato. Gli successe Petr Altrichter che continuò nell'incarico fino al 2001, per essere seguito da Gerard Schwarz. Schwarz si dimise nel 2006 e il suo posto come direttore principale fu preso dal giovane russo Vasilij Petrenko. Al momento della nomina aveva 29 anni ed è stato il direttore più giovane ad aver ricoperto la carica. Sempre nel 2006 la società ha stipulato un accordo di sponsorizzazione con la stazione di musica Classic FM. Fu il primo partner artistico della stazione radio ed all'orchestra fu dato il titolo di Classic FM Orchestra in North West England. Come risultato di questa collaborazione, vengono suonati concerti dei pezzi più "popolari ed accessibili" del repertorio classico e la stazione radio trasmette alcuni di questi concerti. All'inizio del 2008 la stazione aveva trasmesso 25 concerti e il contratto di partnership fu esteso al 2012. Nel 2008 il Liverpool fu nominata Capitale europea della Cultura e la società svolse un ruolo importante negli eventi eseguiti come parte di questa celebrazione. Nel 2009, il titolo di Petrenko è stato cambiato da direttore principale al Direttore capo ed egli estese il suo contratto con la società fino al 2015.
Il 12 marzo il 2015 la Orchestra ha celebrato il suo 175º anniversario con un concerto speciale, il primo di una serie di eventi speciali.

## Organizzazioni associate

### Liverpool Philharmonic Hall & Events Ltd
Fin dai primi anni del XXI secolo la sala dei concerti era gestita attraverso una consociata interamente controllata della società di beneficenza. In questo modo la società ed i suoi finanziatori e sponsor potevano distinguere il loro investimento nell'orchestra sinfonica e nei programmi educativi e di comunità, separato dal business della sala concerti, che era gestita commercialmente e che ritornava ogni anno un'eccedenza di cassa alla società finché non fu introdotta questa disposizione.

### Cori
Un coro è stato parte integrante della società fin dalla sua fondazione. Originariamente chiamato il Liverpool Philharmonic Choir, il nome "Royal" fu aggiunto al titolo nel 1990. Il più anziano maestro del coro è stato Dr J.E. Wallace che mantenne questa posizione dal 1929 al 1970, a parte una pausa durante la seconda guerra mondiale.
Più recentemente sono stati formati cori per i più giovani. Il coro principale di questa categoria è il Liverpool Philharmonic Youth Choir. Anche i membri più giovani cantano nel Liverpool Philharmonic Training Choir e nel Melody Makers. Altri due cori della società sono il Liverpool Philharmonic Gospel Choir e il Liverpool Philharmonic Community Choir, quest'ultimo coro accetta chiunque con un amore per il canto e senza provino.

### Rodewald Concert Society
La Società dei Concerti Rodewald fu costituita nel 1911 e prende il nome da Alfred E. Rodewald, direttore d'orchestra locale e benefattore. Il suo scopo è quello di promuovere l'esecuzione di musica da camera nella regione. La società ha incontrato difficoltà finanziarie nei primi anni 1990. Fu riformata nel 1998 e ora si esibisce con i suoi concerti nella Concert Room recentemente rinnovata nel padiglione di San Giorgio.

### Liverpool Philharmonic Youth Orchestra
Questa fu fondata come la Merseyside Youth Orchestra nel 1951. Il suo direttore per i primi 22 anni della sua esistenza fu William Jenkins. Dal 2009 il suo Direttore principale è stato il giovane australiano Dane Lam. Il primo lavoro che eseguì l'orchestra fu l'ouverture de Il flauto magico di Mozart. L'orchestra cambiò il suo nome in quello attuale nel 2006. Il suo patrono è Sir Simon Rattle, che era un percussionista nell'orchestra dal 1965 al 1972.

### Ensemble 10/10
Questo gruppo si formò nel 1997 da due membri dell'orchestra, il clarinettista principale Nick Cox e il violoncello principale associato Hilary Browning, per affrontare una lacuna della programmazione, eseguendo opere di musica contemporanea e fu inizialmente gestito dagli stessi suonatori e finanziato dal consiglio per le arti nord ovest. Fu poi ripreso dalla società e da allora è stato diretto da Clark Rundell e si è esibito in un grande numero di prime mondiali. Molti dei suoi concerti vengono riprodotti in The Cornerstone, Hope, all'Everton, il secondo campus della Liverpool Hope University.

## Progetti

### Insegnamenti ed esercitazioni
La società organizza eventi rivolti alle scuole ed alla comunità fin dal 1940, quando Sargent introdusse i concerti per le scuole. Entro il 2009 questi stavano raggiungendo circa 45.000 persone, compresi 22.000 bambini, ogni anno, tra i quali 17.500 bambini che frequentano una serie di Concerti nelle scuole. Nel 2003 la società ha lanciato un progetto denominato Musica per la Vita per lavorare con le persone delle aree più depresse della città, in collaborazione con le scuole elementari e le loro comunità. Il progetto prevede di fornire strumenti e supporto, un'orchestra per bambini e un coro della comunità. Più di recente la società è stata coinvolta nel programma nazionale Trova il tuo talento e nei progetti In Harmony.
La società è il principale partner dell'istruzione superiore della Liverpool Hope University, dando la possibilità ai membri dell'orchestra di insegnare nel loro dipartimento di musica e organizzando laboratori e corsi di perfezionamento. Gli studenti del Royal Northern College of Music sono invitati a fare esperienza provando e suonando con l'orchestra e con l'Ensemble 10/10. La società sta anche lavorando con il Liverpool Arts Regeneration Consortium, nell'ambito del progetto Creative Apprenticeships.

### Salute
Attraverso i cori della comunità, la società promuove la salute spirituale ed il benessere dei loro partecipanti. La società ha anche lanciato programmi in due gruppi NHS, il Mersey Care NHS Trust e l'Alder Hey NHS Foundation Trust per i bambini.

## Registrazioni
L'orchestra della società fece le sue prime registrazioni prima della seconda guerra mondiale con l'esecuzione di Moiseiwitsch del Piano Concerto n. 2 di Rachmaninov (1937 con Walter Goehr) e le Variazioni di Paganini (1938, Basil Cameron), Ma i primi più notevoli sforzi furono nel 1943, con Belshazzar's Feast di Walton e il secondo fu il Concerto per pianoforte in Si bemolle di Arthur Bliss, con Solomon come solista e diretto da Boult. Nel 1998 l'orchestra diventò la prima in Gran Bretagna a possedere e gestire una propria etichetta discografica, nota come RLPO Live. Era una società creata dai membri dell'orchestra, utilizzando la propria competenza tecnica per creare registrazioni di esibizioni dal vivo, con gli esecutori, il direttore d'orchestra ed i solisti sullo stesso piano degli azionisti. Come orchestra di registrazione la Royal Liverpool Philharmonic Orchestra ha una discografia varia e acclamata in tutto il suo periodo di registrazione, il famoso Messiah e Dream of Gerontius, i primi LP con Sargent e notevoli prime incisioni di opere inglesi, per esempio Frederick Delius e Arthur Bliss con Groves e Handley. In particolare e, più recentemente, Libor Pešek ha fatto una serie di registrazioni che hanno vinto premi con la RLPO di compositori cechi, comprese le sinfonie e la musica orchestrale di Antonín Dvořák e Josef Suk. Il catalogo della RLPO comprende anche un ciclo di Sinfonie ed altre opere di Beethoven con Sir Charles Mackerras, Britten, le sinfonie di Mahler con Schwarz, Pešek e Mackerras, così come molte opere di Rachmaninov, Smetana, Richard Strauss con questi direttori. Fu anche fatto un ciclo completo delle sinfonie di Vaughan Williams ed altre opere di Vernon Handley, molte di loro hanno ricevuto il premio alla miglior registrazione nella categoria delle raccomandazioni della rivista Gramophone. Molte di queste registrazioni presentano il Royal Liverpool Philharmonic Choir. Un ciclo completo di tutte e sei le sinfonie del compositore danese Carl Nielsen, in una nuova edizione, è stata pubblicata dalla RLPO e Douglas Bostock. Petrenko si è impegnato a registrare tutte le sinfonie di Shostakovich e quelle di Rachmaninov insieme ai Concerti per Pianoforte. La registrazione della Sinfonia Manfred e The Voevoda di Čajkovskij è stata premiata come Best Orchestral nel Gramophone Award del 2009. E la Sinfonia n. 10 di Shostakovich ha ricevuto lo stesso premio nel 2011. Gran parte di questo patrimonio è dovuto alla disponibilità della sala per la registrazione e prove ed è ora completato da The Friary, che è la sede del programma di sensibilizzazione In Harmony nel quartiere di West Everton della città.

## Onorificenze e premi
Nel 1989 la società e l'orchestra hanno ricevuto una borsa di studio ad honorem da parte della Liverpool John Moores University e nel 1991 diventarono una delle prime organizzazioni a ricevere il Freedom of the City of Liverpool. La città di Liverpool ha concesso loro l'onorificenza Servizi Meritori del 1997. Negli Classic FM Gramophone Awards 2007, Vasilij Petrenko è stato nominato Giovane artista dell'anno. Nel 2009 l'orchestra e l'Ensemble 10/10 sono stati vincitori congiunti del titolo Ensemble of the Year nel Royal Philharmonic Society Music Awards, con l'Ensemble 10/10 che risultarono vincitori della serie di concerti della categoria dell'anno. La sala ha vinto il titolo di Migliore Sede per Spettacoli negli Annuali Mersey Partnership Tourism Awards sia nel 2006 che nel 2009.

## Attività attuali
Ogni anno la società organizza più di 60 concerti di musica classica suonata dall'orchestra. Una serie di concerti familiari è fissata per la domenica pomeriggio, rivolti principalmente ai bambini di età compresa tra 4-10. La società organizza anche laboratori per bambini. Si organizzano altri eventi nella sala, tra cui spettacoli sulle radici e musica contemporanea e spettacoli comici. I film sono mostrati sullo schermo Walturdaw, che sorge dal palco su un sistema di bilanciamento, accompagnato da Dave Nicholas, l'organista stabile del cinema, prima delle proiezioni. Nella Suite Rodewald nella parte posteriore della sala, vengono dati concerti di jazz, roots e di musica impromptu.
La società organizza anche concerti nella Concert Room della St George's Hall. L'orchestra va in tour nelle altre città del Regno Unito e all'estero. Nel marzo 2010 è andata in tour in Svizzera. Vengono organizzati tour guidati della Filarmonica e le opportunità per guardare l'orchestra durante le prove. La sala può essere affittata per eventi aziendali o privati, compresi matrimoni. L'orchestra fa le prove e le registrazioni al Liverpool Phil nel Friary.